# Снежногорск (Мурманска област)
Снежногорск (на руски: Снежногорск) е град в Русия, разположен в градски окръг Александровск, Мурманска област. Населението на града към 1 януари 2018 година е 12 642 души.